# Dobra-Kolonia
Dobra-Kolonia (prononciation : [ˈdɔbra kɔˈlɔɲa]) est une localité polonaise de la gmina de Pilica, située dans le powiat de Zawiercie en voïvodie de Silésie.